# Rada Miejska w Łodzi
Rada Miejska w Łodzi – stanowiący i kontrolny organ władzy samorządowej w Łodzi. Rada obecnej – dziewiątej – kadencji liczy 37 radnych. Jej kadencja (od 2018) trwa 5 lat. Jako organ gminy, działa zgodnie z zasadami określonymi w ustawie o samorządzie gminnym, która określa m.in. jej liczebność. Zadania Rady Miejskiej w Łodzi określają także inne ustawy, w tym ustawa o samorządzie powiatowym (Łódź jest miastem na prawach powiatu, czyli gminą, która wykonuje także zadania powiatu).

## Początki Rady Miejskiej w Łodzi
Pierwsze wybory samorządowe w Łodzi odbyły się 24 września 1861. Uprawnieni do głosowania byli mężczyźni w wieku od 25 lat wzwyż, którzy opłacają minimum 60 rubli czynszu rocznie, umieją czytać i pisać oraz mieszkają co najmniej rok w okręgu wyborczym, a także osoby „wsławione”, zatwierdzone przez władze ministerialne. Prawo do głosowania przysługiwało 269 osobom spośród 32 364 mieszkańców miasta. W pierwszych wyborach do rady miejskiej wybierano 12 radnych oraz ich 12 zastępców.

## Przewodniczący Rady Miejskiej w Łodzi
Na czele Rady stoi przewodniczący, którego wspomaga trzech wiceprzewodniczących. W trakcie VI kadencji Rady Miejskiej od 26 czerwca 2013 roku, po odwołaniu dotychczasowego przewodniczącego Tomasza Kacprzaka (PO), był wakat na tym stanowisku. Odwołano wówczas również wiceprzewodniczącą Elżbietę Królikowską-Kińską (PO); na stanowiskach wiceprzewodniczących pozostali Grzegorz Matuszak (SLD) oraz Krzysztof Stasiak (PiS).
28 sierpnia 2013 roku wybrano nową przewodniczącą Rady – Joannę Kopcińską (PO, frakcja Krzysztofa Kwiatkowskiego). Swoją funkcję piastowała do 21 maja 2014 roku.
Na początku siódmej kadencji Rady Miejskiej na jej przewodniczącego ponownie powołano radnego Tomasza Kacprzaka, który był jedynym kandydatem oraz uzyskał poparcie wszystkich radnych. Wiceprzewodniczącymi zostali radni Paweł Bliźniuk (PO), Krzysztof Stasiak (PiS) oraz radna Małgorzata Niewiadomska-Cudak (SLD).

### Lista przewodniczących Rady Miejskiej w Łodzi (od 1990)
| Lp.  | Imię i nazwisko        | Objęcie urzędu | Złożenie urzędu |
| ---- | ---------------------- | -------------- | --------------- |
| 1.   | Andrzej Ostoja-Owsiany | 1990           | 1994            |
| 2.   | Grzegorz Palka         | 1994           | 1996            |
| 3.   | Grzegorz Matuszak      | 1996           | 2001            |
| 4.   | Tadeusz Matusiak       | 2001           | 2002            |
| 5.   | Sylwester Pawłowski    | 2002           | 2005            |
| 6.   | Iwona Bartosik         | 2005           | 2006            |
| 7.   | Tomasz Kacprzak        | 2007           | 2013            |
| 8.   | Joanna Kopcińska       | 2013           | 2014            |
| (7.) | Tomasz Kacprzak        | 2014           | 2018            |
| 9.   | Marcin Gołaszewski     | 2018           | 2024            |
| 10.  | Bartosz Domaszewicz    | 2024           | obecnie         |

## Wybory do Rady Miejskiej
Radni do Rady Miejskiej w Łodzi od 2018 są wybierani w wyborach co 5 lat. Wcześniej byli wybierani co 4 lata. Zasady i tryb przeprowadzenia wyborów określa odrębna ustawa.
| Nr okręgu | Zasięg | Liczba mandatów |
| --------- | --- | --------------- |
| 1.        | Osiedla: Bałuty Zachodnie, Teofilów-Wielkopolska, Radogoszcz                                                          | 5               |
| 2.        | Osiedla: Andrzejów, Dolina Łódzki, Mileszki, Nowosolna, Nr 33, Olechów-Janów, Stoki-Sikawa-Podgórze, Widzew-Wschód    | 5               |
| 3.        | Osiedla: Karolew-Retkinia Wschód, Koziny, im. J. Montwiłła-Mireckiego, Retkinia Zachód-Smulsko, Zdrowie-Mania, Złotno | 5               |
| 4.        | Osiedla: Chojny, Lublinek-Pienista, Nad Nerem, Piastów-Kurak, Rokicie, Ruda                                           | 5               |
| 5.        | Osiedla: Katedralna, Stare Polesie, Stary Widzew, Śródmieście-Wschód                                                  | 6               |
| 6.        | Osiedla: Bałuty-Centrum, Bałuty-Doły, Julianów-Marysin-Rogi, Łagiewniki, Wzniesień Łódzkich                           | 6               |
| 7.        | Osiedla: Chojny-Dąbrowa, Górniak, Wiskitno, Zarzew                                                                    | 5               |

## Radni według Klubów

### IX kadencja (2024-2029)[8]
| Klub Radnych                    | Radni |
| ------------------------------- | ----- |
| Koalicji Obywatelskiej          | 20    |
| Prawa i Sprawiedliwości         | 6     |
| Lewicy                          | 5     |
| Nowoczesna-Koalicja Obywatelska | 3     |
| Radni Niezrzeszeni              | 3     |

### VIII Kadencja (2018-2024)[9]
| Klub Radnych               | Radni |
| -------------------------- | ----- |
| Koalicji Obywatelskiej     | 25    |
| Prawa i Sprawiedliwości    | 6     |
| Nowej Lewicy               | 4     |
| Niezależni Socjaldemokraci | 3     |
| Radni Niezrzeszeni         | 2     |

### VII Kadencja (2014-2018)[10]
| Klub Radnych                 | Radni |
| ---------------------------- | ----- |
| Platformy Obywatelskiej      | 19    |
| Prawa i Sprawiedliwości      | 10    |
| Sojusz Lewicy Demokratycznej | 7     |
| Radni Niezrzeszeni           | 4     |

### VI Kadencja (2010-2014)[11]
| Klub Radnych                 | Radni |
| ---------------------------- | ----- |
| Platformy Obywatelskiej      | 16    |
| Prawa i Sprawiedliwości      | 6     |
| Sojusz Lewicy Demokratycznej | 9     |
| Radni Niezrzeszeni           | 11    |

## Historia

### IV kadencja (2002–2006)
1. Władysław Androsow
2. Iwona Bartosik
3. Monika Bogucka
4. Piotr Budner
5. Henryk Czyżewski
6. Jerzy Domagalski
7. Michał Drab
8. Lidia Fido
9. Paweł Frankowski
10. Dariusz Górecki
11. Krzysztof Honkisz
12. Ewa Janicka
13. Stanisław Januszewski
14. Zbigniew Klajnert
15. Bożenna Krasnodębska
16. Waldemar Krenc
17. Maciej Lenart
18. Stefan Lepa
19. Jan Libera
20. Wacław Litwinowicz
21. Anna Lucińska
22. Krzysztof Madej
23. Ewa Majchrzak
24. Jacek Michalak
25. Ewa Modrzejewska
26. Izolda Myślińska
27. Małgorzata Niewiadomska-Cudak
28. Józef Niewiadomski
29. Fabian Obzejta
30. Andrzej Ostoja-Owsiany
31. Marian Papis
32. Barbara Pawłowska
33. Sylwester Pawłowski
34. Anna Rakowska
35. Maciej Rakowski
36. Tomasz Rosłoński
37. Halina Rusek
38. Władysław Skwarka
39. Urszula Smorawska
40. Barbara Tomaszewska
41. Michał Tosiek
42. Włodzimierz Zajączkowski
43. Elżbieta Zakrocka

### V kadencja (2006–2010)
1. Iwona Bartosik
2. Bartosz Domaszewicz
3. Bożenna Jędrzejczak
4. Ewa Majchrzak
5. Krzysztof Piątkowski
6. Mateusz Walasek
7. Edward Chudzik
8. Elżbieta Królikowska-Kińska
9. Grzegorz Matuszak
10. Jan Mędrzak
11. Marian Papis
12. Maciej Rakowski
13. Włodzimierz Tomaszewski (27.11.2006 r. zrezygnował z mandatu radnego)
14. Jarosław Berger
15. Tomasz Kacprzak
16. Karolina Kępka
17. Michał Król
18. Jerzy Loba
19. Władysław Skwarka
20. Dariusz Joński (10.02.2010 r. zrezygnował z mandatu radnego)
21. Anna Lucińska
22. Józef Niewiadomski (24.02.2010 r. otrzymał mandat radnego)
23. Agnieszka Nowak
24. Grażyna Przanowska (24.02.2010 r. otrzymała mandat radnego)
25. Tomasz Sadzyński (29.01.2010 r. zrezygnował z mandatu radnego)
26. Czesław Telatycki
27. Piotr Adamczyk
28. Tadeusz Gapiński
29. Barbara Masłowska
30. Rafał Reszpondek
31. Witold Rosset
32. Hanna Zdanowska (09.01.2007 r. zrezygnowała z mandatu radnego)
33. Anna Adamska-Makowska
34. Jerzy Balcerek
35. John Godson (09.01.2008 r. otrzymał mandat radnego)
36. Kazimierz Kluska
37. Witold Skrzydlewski
38. Jarosław Wojcieszek (27.12.2007 r. zrezygnował z mandatu radnego)
39. Mariusz Bogacz
40. Maciej Grubski (26.10.2007 r. zrezygnował z mandatu radnego)
41. Tadeusz Morawski
42. Ilona Orczykowska (05.12.2007 r. otrzymała mandat radnego)
43. Anna Rakowska (10.02.2010 r. zrezygnowała z mandatu radnego)
44. Tomasz Trela (24.02.2010 r. otrzymał mandat radnego)
45. Sebastian Tylman
46. Marcin Bugajski (10.02.2010 r. zrezygnował z mandatu radnego)
47. Marianna Ciecierska (30.12.2009 r. otrzymała mandat radnego)
48. Małgorzata Niewiadomska-Cudak
49. Krzysztof Stasiak
50. Jarosław Tumiłowicz (24.02.2010 r. otrzymał mandat radnego)
51. Sławomir Worach (16.12.2009 r. zrezygnował z mandatu radnego)
52. Patrycja Wójcik

### VI kadencja (2010–2014)
1. Piotr Adamczyk
2. Anna Adamska-Makowska
3. Jerzy Balcerek
4. Elżbieta Bartczak
5. Małgorzata Bartosiak
6. Jarosław Berger
7. Paweł Bliźniuk
8. Iwona Boberska
9. Mariusz Bogacz
10. Jacek Borkowski
11. Piotr Bors
12. Joanna Budzińska
13. Henryk Czyżewski (11 września 2013 otrzymał mandat radnego, w miejsce Elżbiety Kińskiej-Królikowskiej)[12][13]
14. Bartosz Domaszewicz
15. Marta Grzeszczyk
16. Grażyna Gumińska
17. Bogusław Hubert
18. Bożenna Jędrzejczak
19. Tomasz Kacprzak
20. Andrzej Kaczorowski
21. Karolina Kępka
22. Kazimierz Kluska
23. Elżbieta Królikowska-Kińska (w 2013 zrezygnowała z mandatu radnej, gdy weszła do Sejmu RP)[13]
24. Łukasz Magin
25. Ewa Majchrzak
26. Rafał Markwant
27. Grzegorz Matuszak
28. Jan Mędrzak
29. Marek Michalik
30. Małgorzata Niewiadomska-Cudak
31. Urszula Niziołek-Janiak
32. Magdalena Parulska
33. Maciej Rakowski
34. Witold Rosset
35. Tomasz Sadzyński
36. Władysław Skwarka
37. Krzysztof Stasiak
38. Czesław Telatycki
39. Tomasz Trela
40. Jarosław Tumiłowicz
41. Sebastian Tylman
42. Mateusz Walasek
43. Adam Wieczorek
44. Wiesława Zewald
45. Joanna Kopcińska (11 maja 2011 roku otrzymała mandat radnego, w miejsce Tomasza Sadzyńskiego)

### VII kadencja (2014–2018)
1. Elżbieta Bartczak
2. Małgorzata Bartosiak
3. Katarzyna Bartosz (W grudniu 2014 otrzymała mandat radnego, w miejsce Tomasza Treli)[14]
4. Paweł Bliźniuk
5. Waldemar Buda
6. Joanna Budzińska
7. Sebastian Bulak
8. Kamil Deptuła
9. Bartosz Domaszewicz
10. Bartłomiej Dyba-Bojarski
11. Tomasz Głowacki
12. Bogusław Hubert
13. Kamil Jeziorski
14. Tomasz Kacprzak
15. Andrzej Kaczorowski
16. Karolina Kępka
17. Łukasz Magin
18. Monika Malinowska-Olszowy
19. Rafał Markwant
20. Radosław Marzec
21. Grzegorz Matuszak
22. Małgorzata Matuszewska
23. Jan Mędrzak
24. Marek Michalik
25. Małgorzata Moskwa-Wodnicka
26. Małgorzata Niewiadomska-Cudak
27. Urszula Niziołek-Janiak
28. Sylwester Pawłowski
29. Mariusz Przybyła
30. Maciej Rakowski
31. Rafał Reszpondek
32. Łukasz Rzepecki
33. Paulina Setnik
34. Władysław Skwarka
35. Krzysztof Stasiak
36. Włodzimierz Tomaszewski
37. Tomasz Trela (w grudniu 2014 zrezygnował z mandatu radnego, gdy został wiceprezydentem Łodzi)[15]
38. Jarosław Tumiłowicz
39. Mateusz Walasek
40. Adam Wieczorek
41. Marcin Zalewski
42. Marta Grzeszczyk (20 kwietnia 2016 roku otrzymała mandat radnego, w miejsce Marka Michalika)[16]

### VIII kadencja (2018–2024)
1. Elżbieta Bartczak
2. Sebastian Bohuszewicz
3. Joanna Budzińska
4. Ewa Bujnowicz-Zelt
5. Sebastian Bulak
6. Justyna Chojnacka-Duraj
7. Kamil Deptuła
8. Bartosz Domaszewicz
9. Bartłomiej Dyba-Bojarski
10. Marcin Gołaszewski
11. Marta Grzeszczyk
12. Marcin Hencz
13. Bogusław Hubert
14. Kamil Jeziorski
15. Tomasz Kacprzak
16. Karolina Kępka
17. Antonina Majchrzak
18. Krzysztof Makowski
19. Monika Malinowska-Olszowy
20. Rafał Markwant
21. Radosław Marzec
22. Małgorzata Moskwa-Wodnicka
23. Małgorzata Niewiadomska-Cudak
24. Michał Olejniczak
25. Robert Pawlak
26. Sylwester Pawłowski
27. Mariusz Przybyła
28. Marta Przywara
29. Damian Raczkowski
30. Maciej Rakowski
31. Rafał Reszpondek
32. Paulina Setnik
33. Władysław Skwarka
34. Krzysztof Stasiak
35. Mikołaj Stefanowski
36. Emilia Susniło-Gruszka
37. Włodzimierz Tomaszewski
38. Katarzyna Wachowska
39. Mateusz Walasek
40. Agnieszka Wieteska

### IX kadencja (2024-2029)
1. Tomasz Anielak
2. Beata Bilska
3. Marcin Buchali
4. Joanna Budzińska
5. Ewa Bujnowicz-Zelt
6. Sebastian Bulak
7. Justyna Chojnacka-Duraj
8. Piotr Cieplucha
9. Bartosz Domaszewicz
10. Piotr Frączak
11. Tomasz Frączak
12. Magdalena Gałkiewicz
13. Marcin Gołaszewski
14. Marcelina Hamczyk
15. Marcin Hencz
16. Bogusław Hubert
17. Tomasz Kacprzak
18. Karolina Kępka
19. Krzysztof Makowski
20. Radosław Marzec
21. Marcin Masłowski
22. Marek Michalik
23. Kosma Nykiel
24. Robert Pawlak
25. Marta Przywara
26. Damian Raczkowski
27. Maciej Rakowski
28. Paulina Setnik
29. Krzysztof Stasiak
30. Emilia Susniło-Gruszka
31. Kamila Ścibor
32. Włodzimierz Tomaszewski
33. Katarzyna Wachowska
34. Mateusz Walasek
35. Agnieszka Wieteska
36. Maja Włodarczyk
37. Elżbieta Żuraw